# Gioacchino Varlè
Gioacchino Varlè (Roma, 1734 – Ancona, 1806) è stato uno scultore italiano.

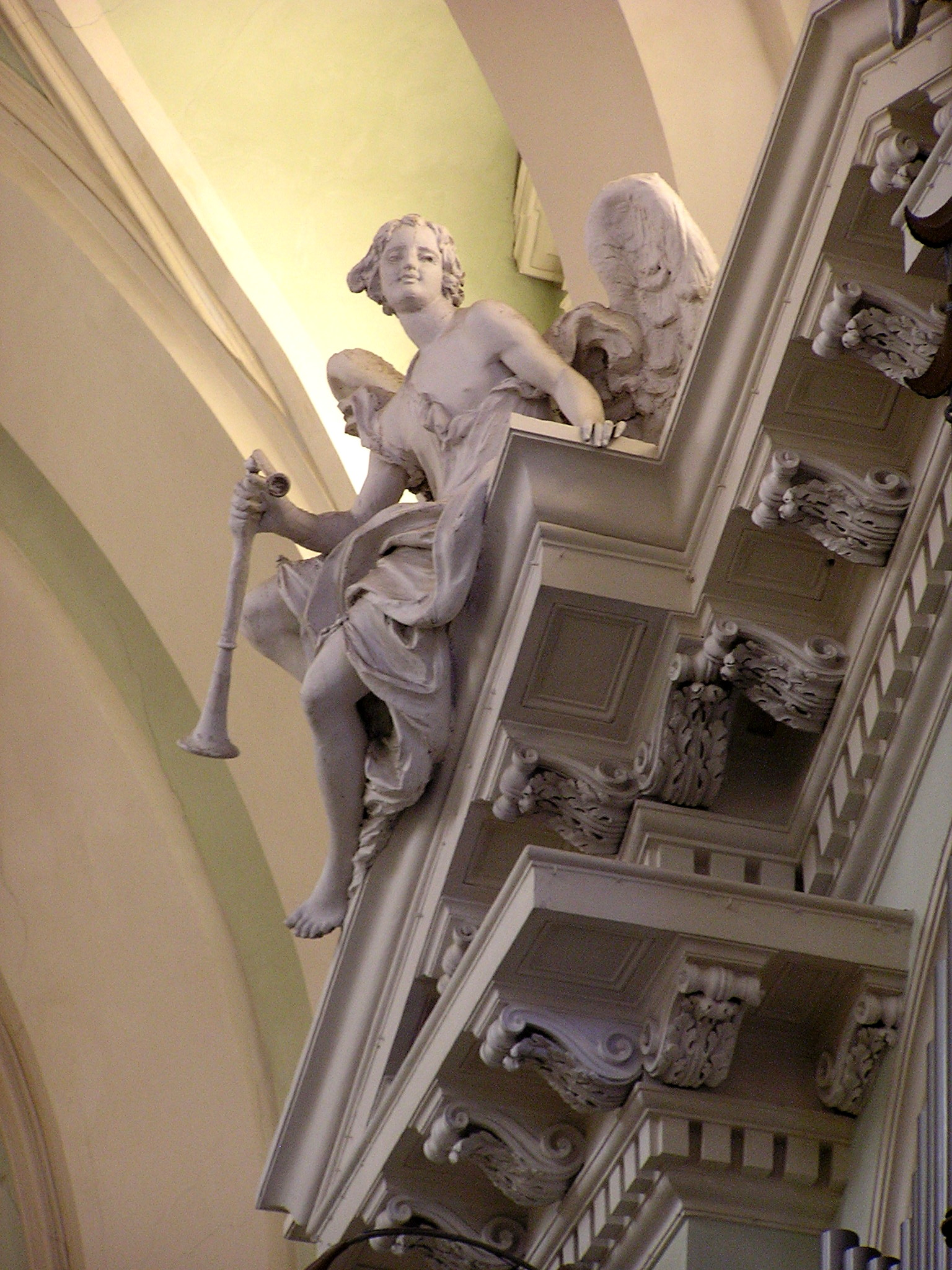
Angelo musicante, nella chiesa di San Domenico di Ancona

Varlè fu allievo di Camillo Rusconi, ma nelle sue sculture si rileva l'influenza soprattutto di Carlo Maratta. Egli lavorò soprattutto nella zona di Ancona lasciando numerosissime opere.

## Le opere
Tra le sue opere più importanti ad Ancona: 
- Le Statue degli apostoli nella chiesa del Santissimo Sacramento (Ancona);
- Le sculture per la Fontana dei Cavalli;
- Le Statue della religione e delle Quattro parti del mondo nella Loggia dei Mercanti;
- I Busti dei papi Clemente XII, Clemente XIV e Pio VI a Palazzo degli Anziani;
- La Statua della Madonna del Rosario nella Chiesa di San Domenico;
- Dieci statue di Santi e Beati dell'ordine domenicano (due distrutte durante la Seconda Guerra Mondiale), dieci medaglioni e quattro statue di angeli musicanti all'interno della Chiesa di San Domenico.

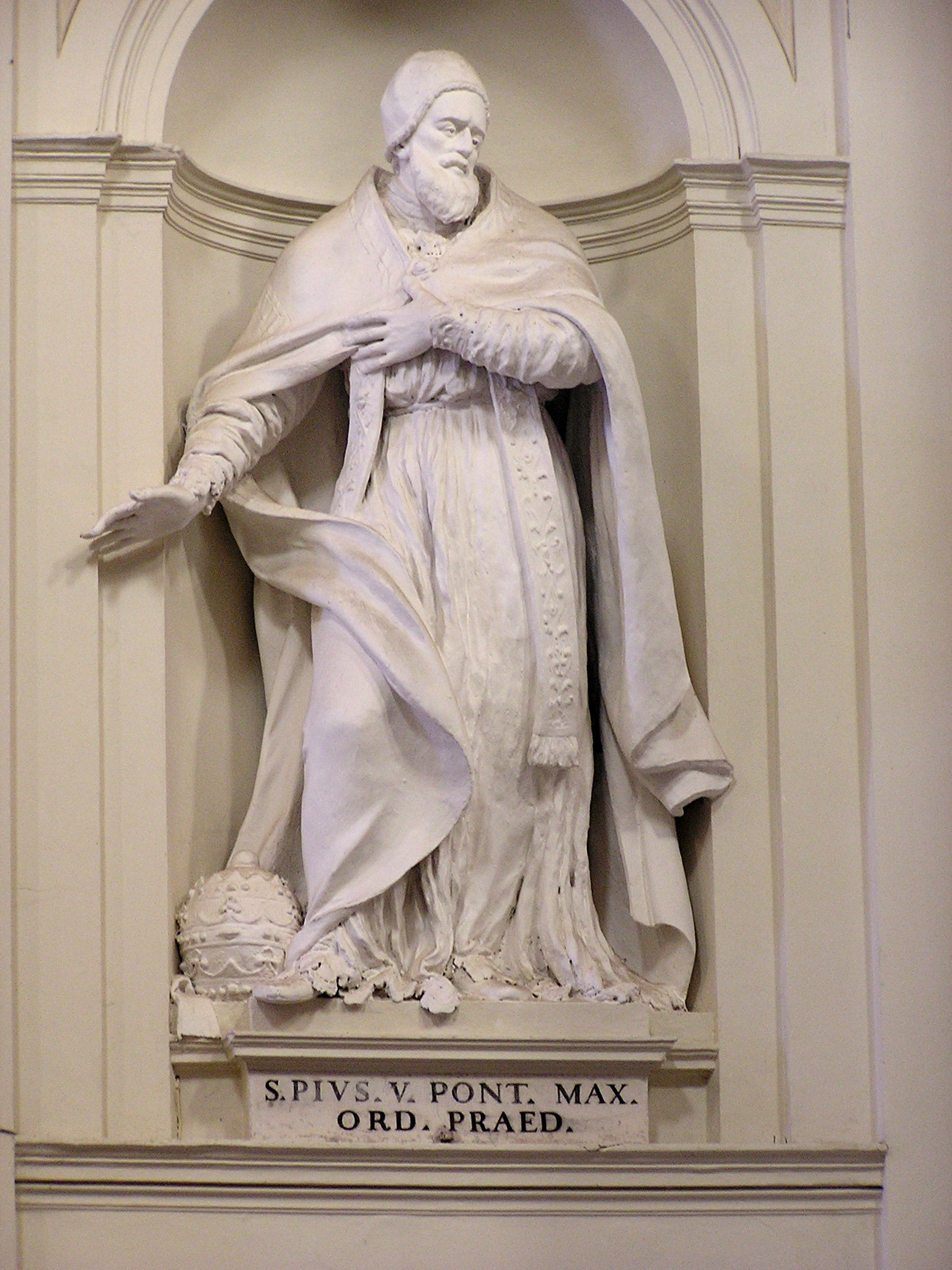
S. Pio V
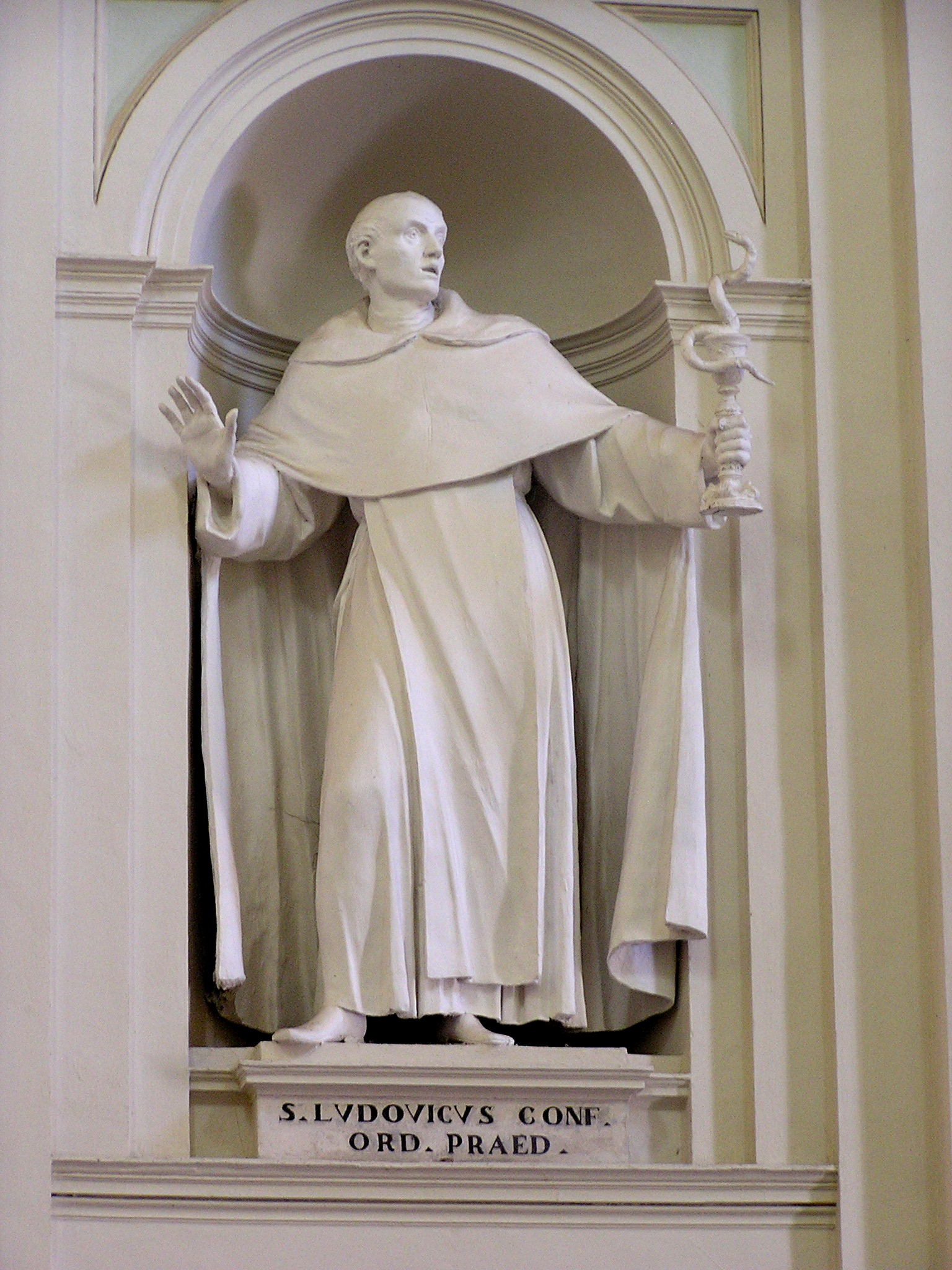
S. Ludovico
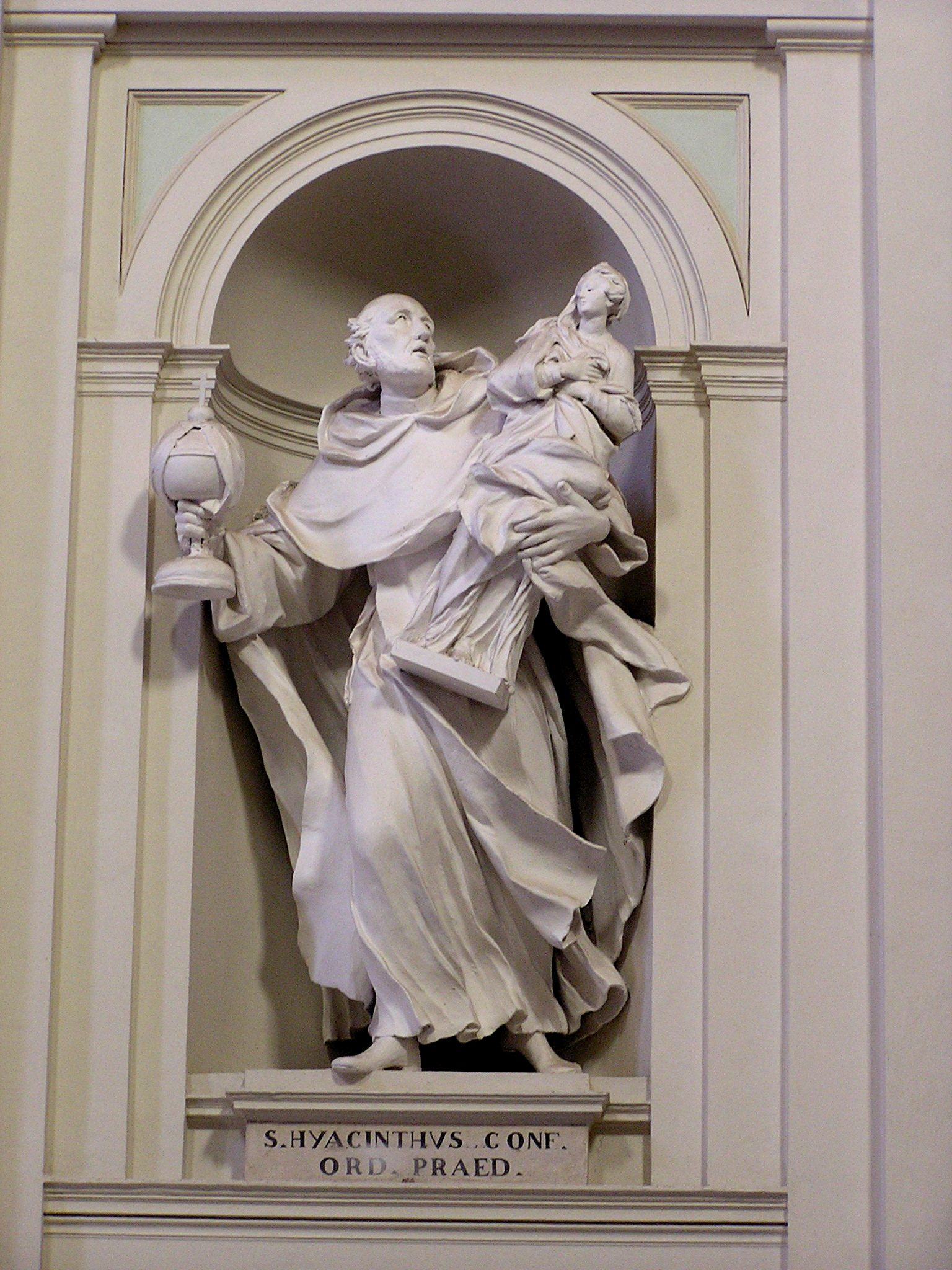
S. Giacinto
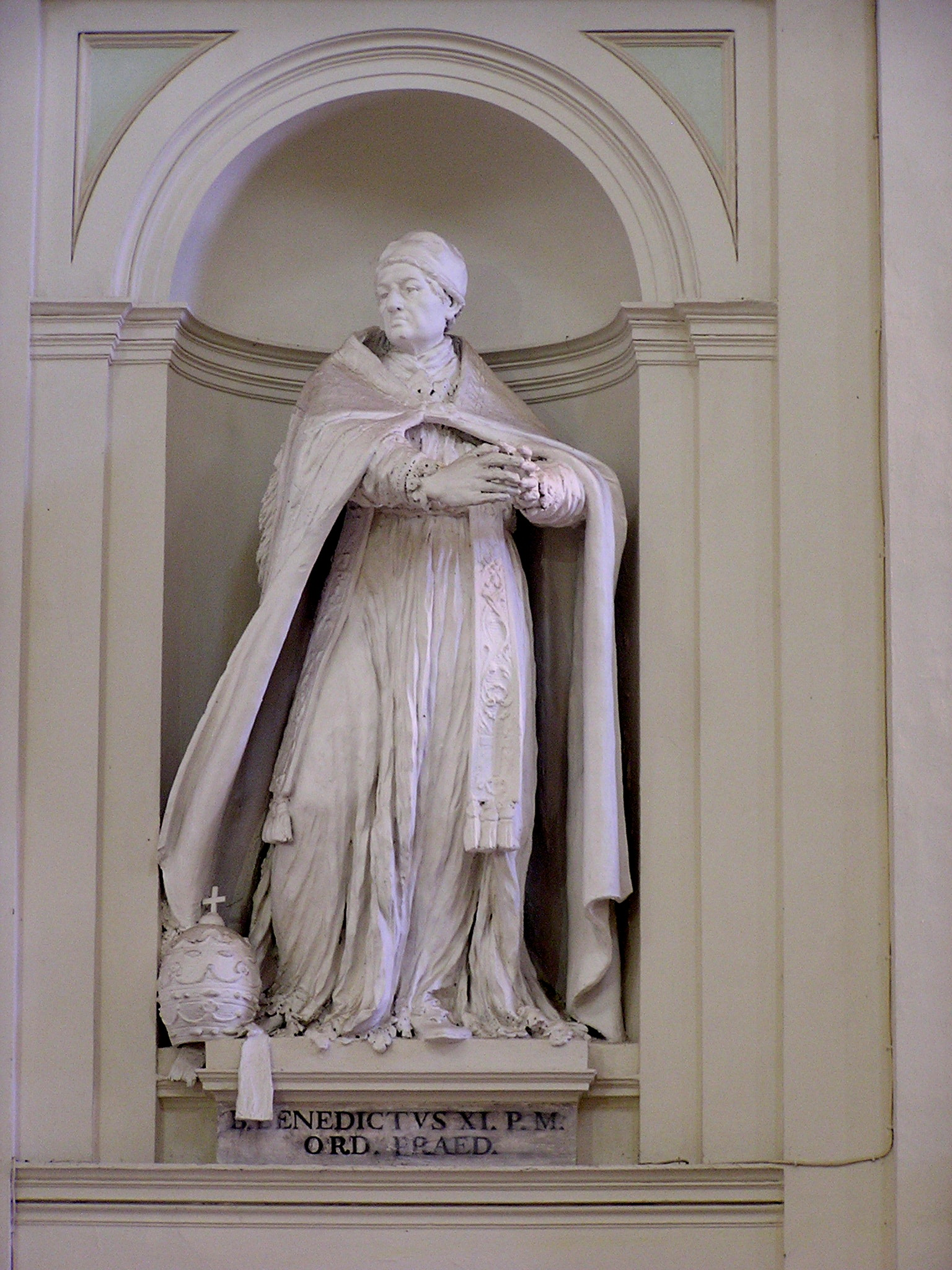
S. Benedetto
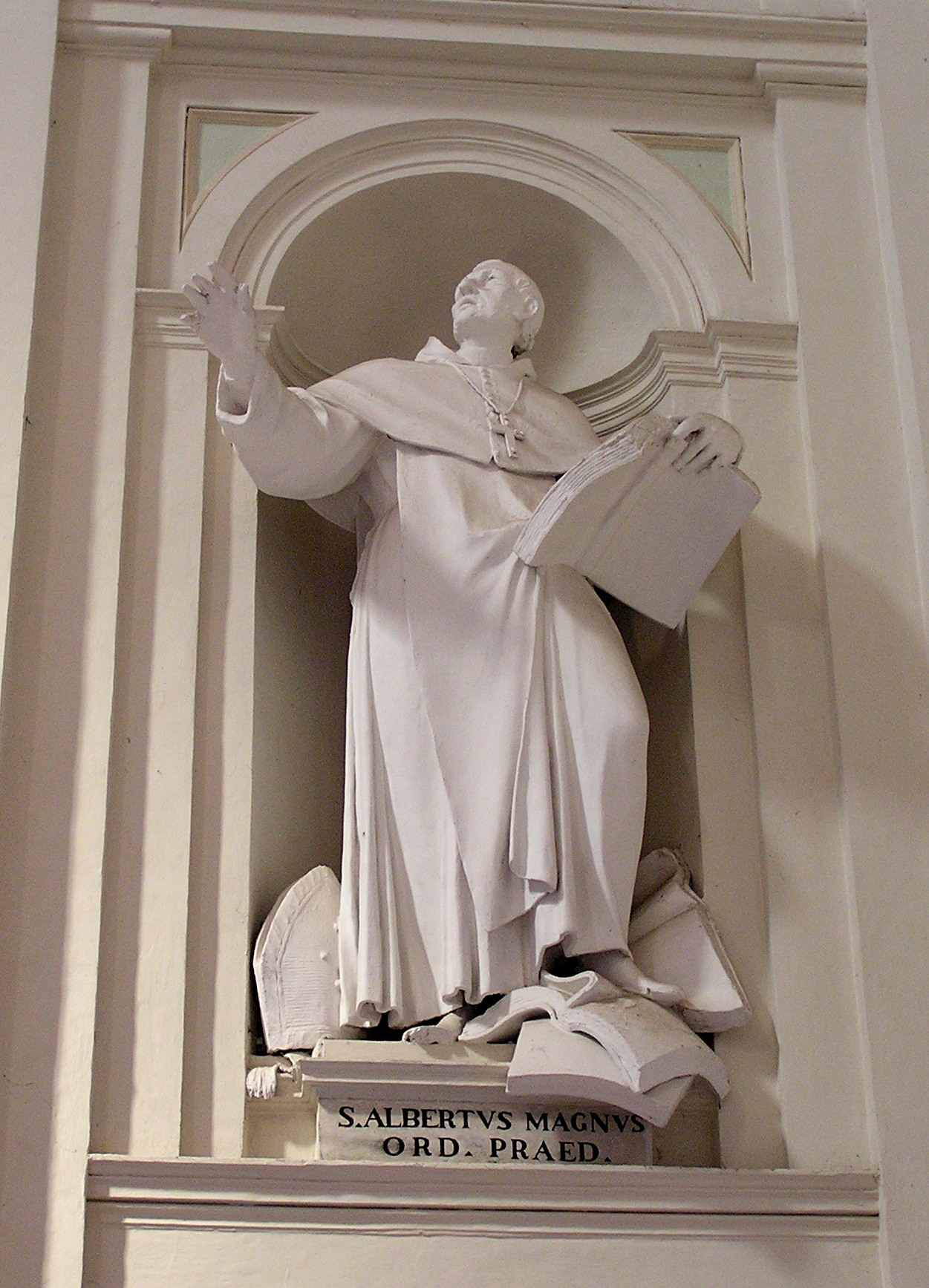
S. Alberto Magno
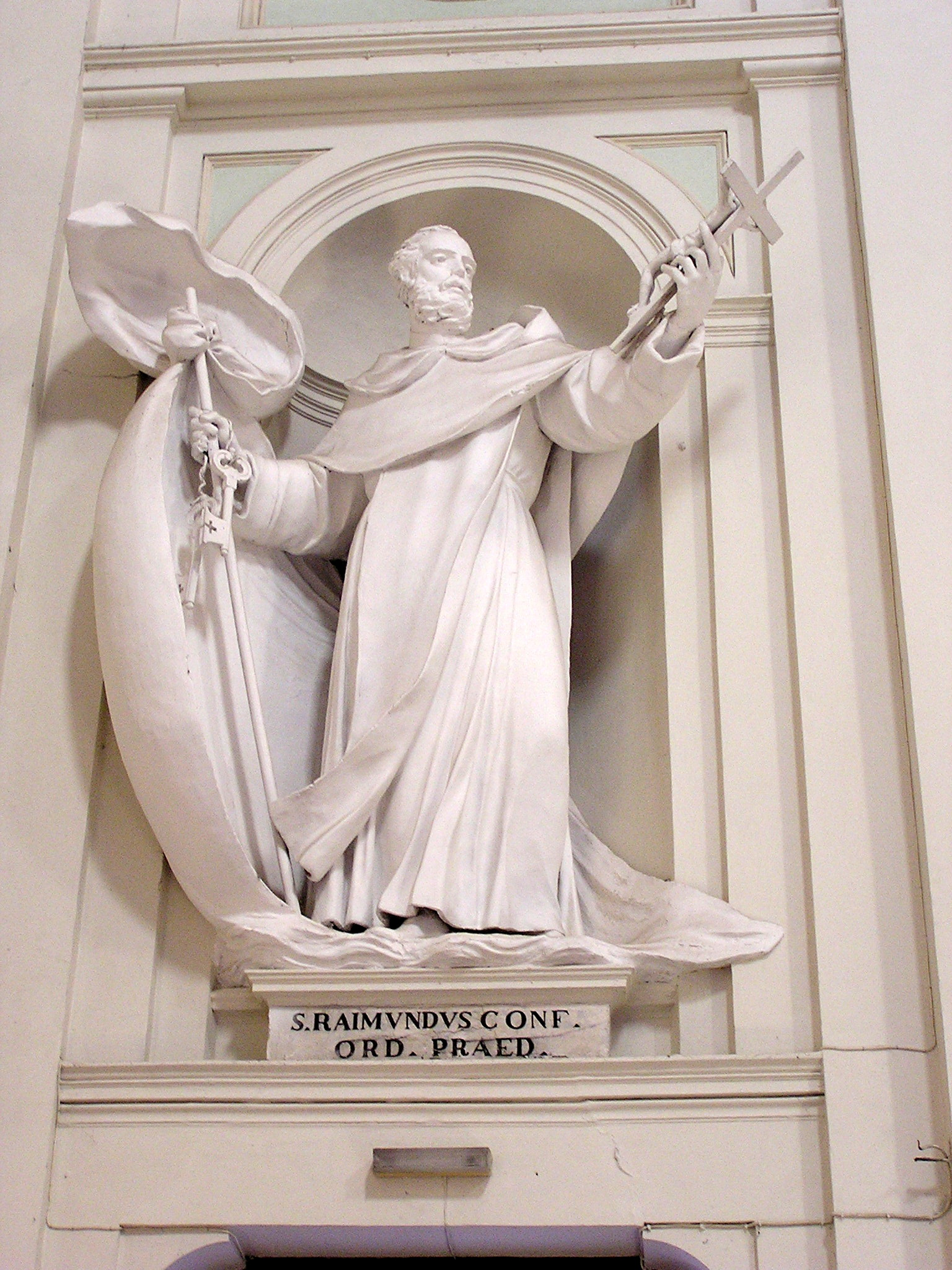
S. Raimondo
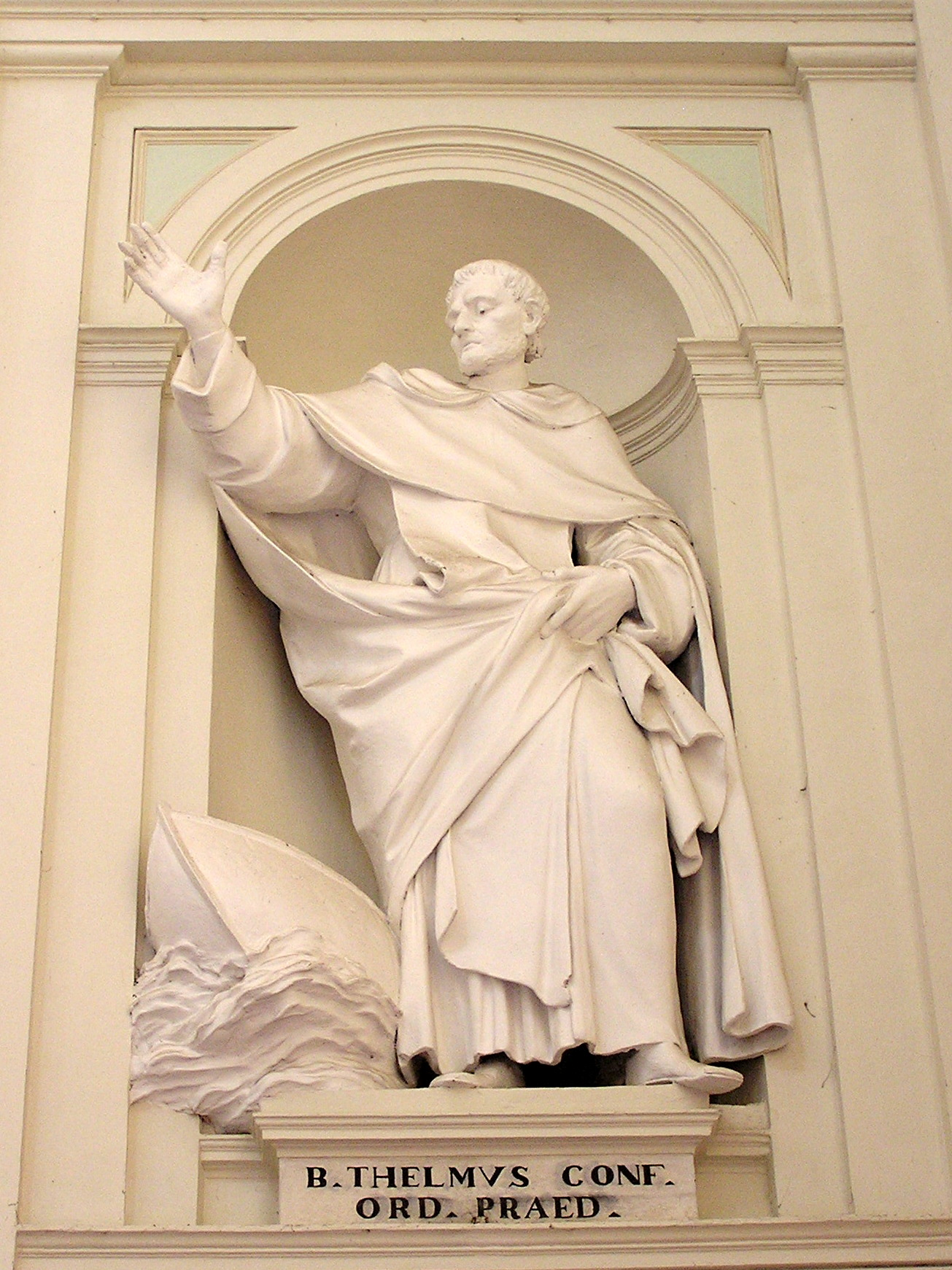
B. Telmo
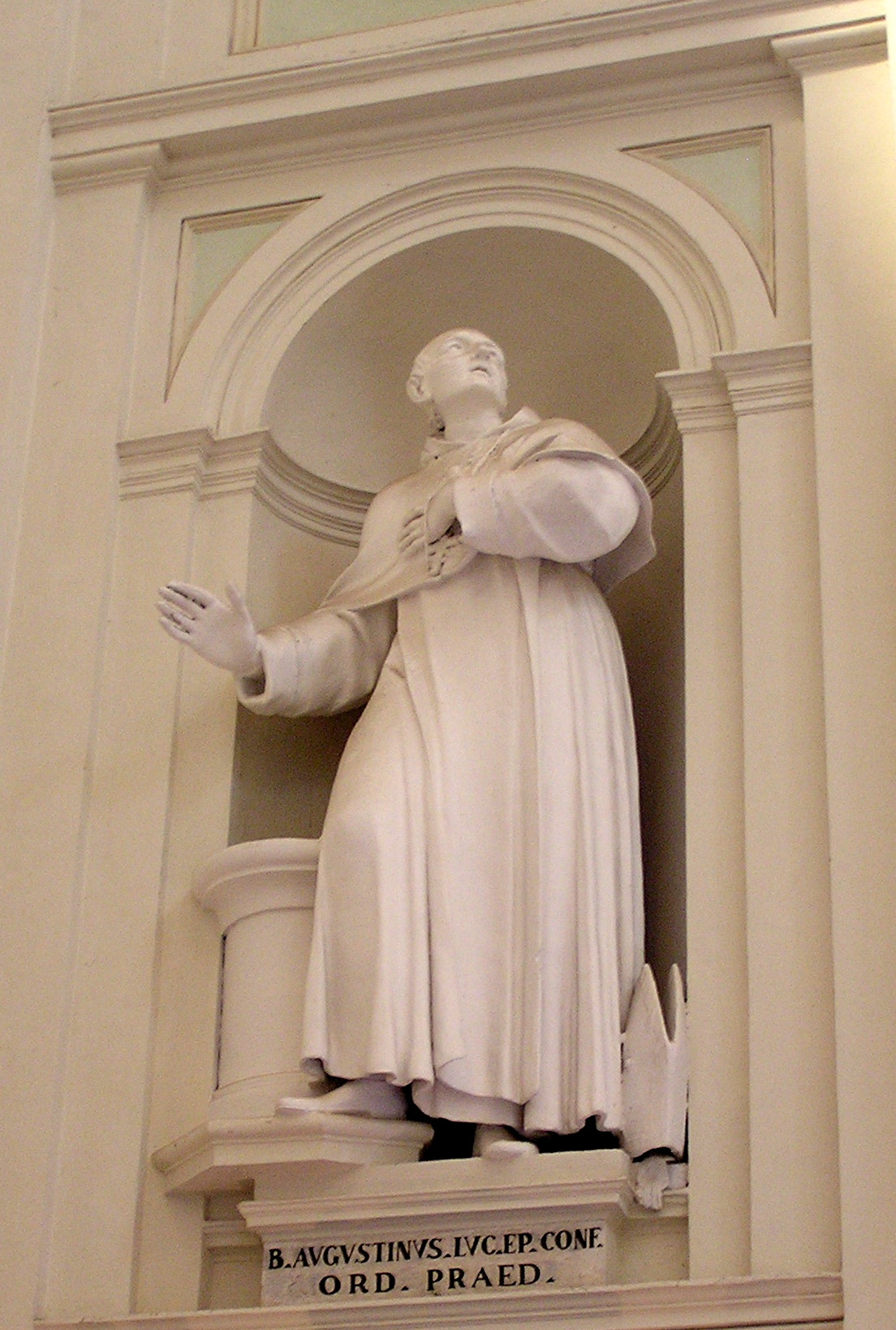
B. Agostino

Nelle Marche:
- Stucchi nella chiesa di Monte San Vito;
- Statue dello scalone di Palazzo Ripanti Vecchio a Jesi[1]
- Statue della Speranza e della Fede, i medaglioni di Sisto V e Pio III, nel duomo di Fermo;
- Le otto statue di evangelisti e dottori nella chiesa dei Santi Antonio Abate e Filippo Neri, a Treia.
- Statue delle nicchie della facciata della chiesa di S. Michele Arcangelo, a Filottrano.

In Abruzzo:
- Stucchi della chiesa di Santa Croce e Santa Maria della Misericordia a Bellante.